# Caprella bermudia
Caprella bermudia is een vlokreeftensoort uit de familie van de Caprellidae. De wetenschappelijke naam van de soort is voor het eerst geldig gepubliceerd in 1910 door Kundel.